# Streptocaulus dollfusi
Streptocaulus dollfusi is een hydroïdpoliep uit de familie Aglaopheniidae. De poliep komt uit het geslacht Streptocaulus. Streptocaulus dollfusi werd in 1924 voor het eerst wetenschappelijk beschreven door Billard. 